# Benis
Benis (em persa: بنیس, também romanizado como Benus, Benīz e Biniz) é uma vila no distrito rural de Guney-ye Sharqi, no Distrito Central do condado de Xabestar, na província do Azerbaijão Oriental, Irã. No censo de 2011, a população era de 1.008 pessoas em 331 famílias.